# Kapospula megállóhely
Kapospula megállóhely egy Tolna vármegyei vasúti megállóhely Kapospula településen, a MÁV üzemeltetésében.
A településközpont déli szélén helyezkedik el, közúti elérését egy, a 61-es főút és a 6517-es út kettéágazásától induló önkormányzati út (Kossuth Lajos utca) biztosítja.
2022. december 11-étől a vonatok nem állnak meg a megállóhelyen.

## Vasútvonalak
A megállóhelyet az alábbi vasútvonalak érintik:
- Dombóvár–Gyékényes-vasútvonal

## Kapcsolódó állomások
A megállóhelyhez az alábbi állomások vannak a legközelebb:
- Dombóvár alsó vasútállomás (Dombóvár–Gyékényes-vasútvonal)
- Attala megállóhely (Dombóvár–Gyékényes-vasútvonal)